# Чеплє (Луковиця)
Чеплє (словен. Čeplje) — поселення в общині Луковиця, Осреднєсловенський регіон, Словенія. 
Висота над рівнем моря: 509,2 м.